# Эрстрём, Инга
Инга-Брита Эрстрём, урождённая Сундберг (швед. Inga-Brita Ehrström; 4 сентября 1909, Стокгольм — 25 июня 1966, Малага) — шведская киноактриса и писательница, автор путевых заметок.

## Биография и творчество
Инга Сундберг родилась в 1909 году в семье Георга Сундберга, управляющего, и его жены Эммы-Малин. Она училась в актёрской школе Юлии Хоканссон и впоследствии снималась в кино. Однако карьера актрисы прервалась после того, как Инга вышла в 1934 году замуж за врача Монса-Кристиана Эрстрёма. У них родились двое детей, в том числе сын Кристман, который впоследствии стал врачом, как отец, и писателем, как мать. В 1950 году муж Инги умер от рака, и она снова вернулась в кино. Так, она снялась в одной из ролей второго плана в фильме Ингмара Бергмана «Разведённая» (1951).
Однако известность Инга Эрстрём получила не как актриса, а как писательница. В 1953 году вышла её первая книга, «Slocknad är elden», повествующая о поездке в Гренландию. Эрстрём ездила туда вместе с мужем, который проводил в Гренландии исследования медицинского характера. Книга имела большой успех и была переведена на несколько языков. Следующая её книга, «Vid stranden av ett hav» (1955), стала рассказом о непростом возвращении домой (именно в это время у Монса-Кристиана Эрстрёма был обнаружен рак) и выражением скорби об умершем муже.
В конце 1950-х годов Эрстрём получила заказ от издательства Альберта Бонье на книгу о Южной Америке. Она отправилась туда вместе со своей дочерью Кристель и провела в Южной Америке два года, итогом которых стала книга «Ännu blommar våra träd: med jeep genom Argentina och Paraguay» (1963). С 1960 по 1963 год писательница была замужем за Нильсом Эриком Густавом Брункроной. После развода с ним она поселилась в Испании.
В 1965 году вышла её автобиографическая книга «La Casita»: откровенное и горькое повествование о тяжёлом жизненном периоде, когда сама Эрстрём страдала заболеванием крови, а её дочь жила собственной, непонятной ей жизнью, и в конце концов покончила с собой. Смерть дочери стала для писательницы тяжёлым ударом, от которого она уже не оправилась. Инга Эрстрём умерла в Испании, в Малаге, в 1966 году и была похоронена в Хельсинки.